# دانشنامه بین‌المللی جدید
دانشنامه بین‌المللی جدید (انگلیسی: The New International Encyclopedia) یک دانشنامهٔ آمریکایی بود که نخستین بار در سال ۱۹۰۲ توسط داد، مید و شرکاء منتشر شد. این دانشنامه از دانشنامه بین‌المللی (۱۸۸۴) نشأت گرفت و چندین بار در سال‌های ۱۹۰۶، ۱۹۱۴ و ۱۹۳۶ به‌روزرسانی شد.

## تاریخچه

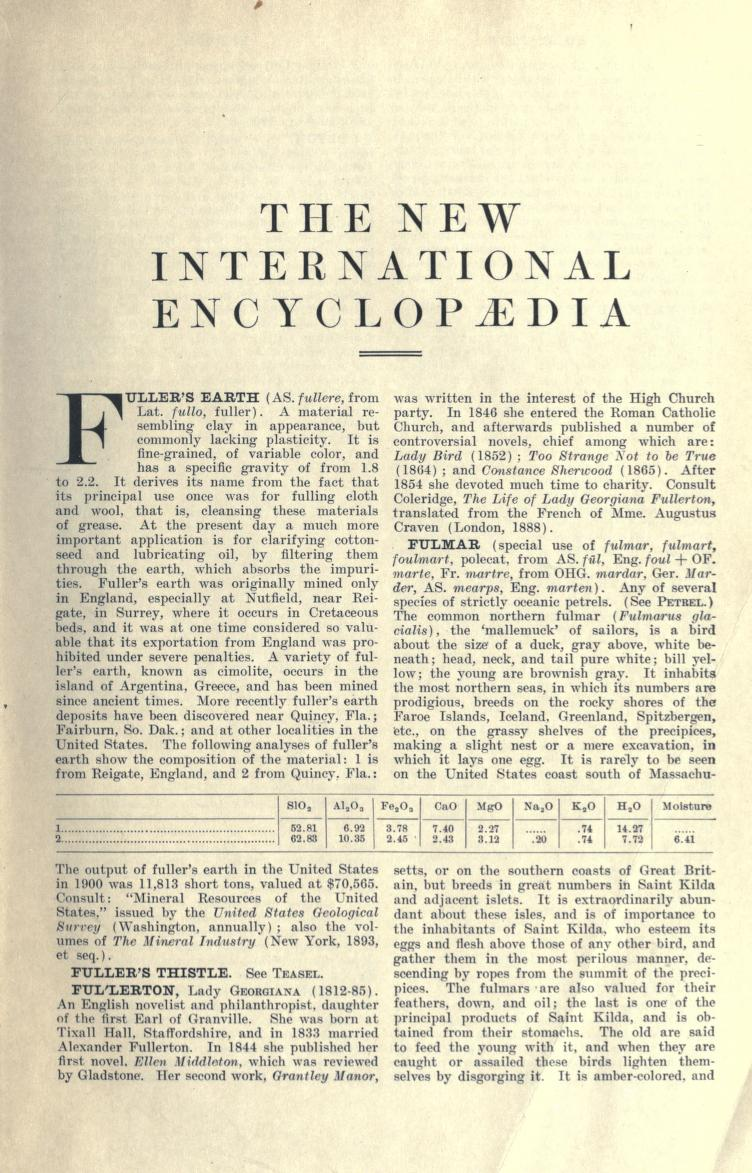
نسخهٔ اول، جلد هشتم

دانشنامه بین‌المللی جدید جانشینی بود برای دانشنامه بین‌المللی (۱۸۸۴). در ابتدا، دانشنامه بین‌المللی یک نسخهٔ چاپ مجدد از کتابخانه دانش جهانی اثر آلدن بود که خود نسخه‌ای چاپ مجدد از دانشنامه چمبرز بریتانیا بود. عنوان این دانشنامه در سال ۱۹۰۲ به دانشنامه بین‌المللی جدید تغییر یافت و ویراستاران آن هری ترستون پک، دنیل کویت گیلمن و فرانک مور کولبی بودند.
این اثر یک دانشنامهٔ محبوب بود و در سال‌های ۱۹۰۴، ۱۹۰۵، ۱۹۰۷ (تصحیح افزایش جلدها به ۲۰ جلد)، ۱۹۰۹ و ۱۹۱۱ تجدید چاپ شد. نسخهٔ دوم این دانشنامه از ۱۹۱۴ تا ۱۹۱۷ در ۲۴ جلد منتشر شد. با مرگ پک و گیلمن، کولبی همکاری با یک ویراستار دیگر با نام تالکوت ویلیامز را آغاز کرد. این نسخه به‌طور تازه تایپ شد و به‌طور کامل بازنگری شد و در زمینهٔ زندگی‌نامه‌ها از غنای برخوردار بود.
نسخهٔ سوم این دانشنامه در سال ۱۹۲۳ منتشر شد، با این حال، این نسخه عمدتاً یک نسخهٔ تجدید چاپ شده بود که تاریخچهٔ جنگ جهانی اول به جلد بیست و چهارم آن افزوده شده بود؛ جلدی که تا پیش از این یک راهنمای مطالعه و تحقیق بود. یک مکمل دو جلدی برای این دانشنامه در سال ۱۹۲۵ منتشر شد که در تجدید چاپ ۱۹۲۷، که خود دارای ۲۵ جلد بود، گنجانده شد. یک مکمل دو جلدی دیگر نیز در سال ۱۹۳۰ به‌همراه چاپ مجدد دانشنامه منتشر شد.
نسخهٔ نهایی دانشنامه بین‌المللی جدید در سال ۱۹۳۵ توسط فانک اند واگنالز منتشر شد. این نسخه شامل یک مکمل به‌روزرسانی‌شدهٔ دیگر به قلم هربرت تردول وید بود. برخی محتوای دانشنامه بین‌المللی جدید بعدها در کتاب‌های منتشرشده از سوی فانک اند واگنالز نظیر دانشنامه استاندارد فانک اند واگنالز گنجانده شدند.
کتاب‌های مربوط به سال ۱۹۲۶ توسط انتشارات دانشگاه ییل در کمبریج، ماساچوست چاپ شدند. شرکت صحافی بوستون مستقر در کمبریج نیز جلدهای این کتاب‌ها را تولید کرد. ۲۳ جلد این دانشنامه در ۱۳ کتاب چاپ شدند که شامل یک مکمل پس از جلد بیست و سوم می‌شد. هرکدام از کتاب‌ها متشکل از حدود ۱۶۰۰ صفحه بود.
همانند سایر دانشنامه‌های زمان خود، دانشنامه بین‌المللی جدید دارای یک مکمل سالانه با عنوان سالنامه بین‌المللی جدید بود که انتشار آن از سال ۱۹۰۸ آغاز شد. این نشریه نیز همانند خود دانشنامهٔ مادر در سال ۱۹۳۱ به فانک اند واگنالز فروخته شد. این نشریه تا پیش از مرگ فرانک مور کولبی در سال ۱۹۲۵ توسط کولبی، و سپس توسط وید ویراستاری می‌شد. در سال ۱۹۳۷، فرانک هوراچی ویزتلی در جایگاه ویراستار این اثر قرار گرفت. این سالنامه بیشتر از دانشنامهٔ مادر خود دوام آورد و تا سال ۱۹۶۶ همچنان منتشر می‌شد.
بیش از ۵۰۰ مرد و زن در ثبت و تهیهٔ اطلاعات گنجانده‌شده در دانشنامه بین‌المللی جدید مشارکت داشتند.